# Maria Vittoria Malvano
Maria Vittoria Malvano (Torino, 30 ottobre 1918 – Torino, 16 giugno 2007) è stata una traduttrice italiana.

## Biografia
Figlia di Enrico Malvano, Presidente della Comunità ebraica di Torino, e della moglie Margherita, nel 1947 conseguì la laurea in lettere presso l'Università di Torino con una tesi su Charlotte Brontë. Nel 1942 fu assunta come collaboratrice dalla casa editrice Francesco De Silva insieme, tra gli altri, a Gianni Tribaudino, Anita Rho, Mario Sturani e Marisa Zini. Assunta poi da Einaudi, si specializzò in letteratura francese e inglese, rendendosi interprete di alcuni importanti saggisti. Fu anche curatrice di una nuova versione delle due principali opere di Carroll, Alice nel paese delle meraviglie e Attraverso lo specchio, uscita nel 1978, e si occupò di volgere in italiano moderno la versione trecentesca del Milione di Marco Polo.

## Opere

### Curatele
- Lewis Carroll, Alice nel paese delle meraviglie; Attraverso lo specchio, Torino, Einaudi, 1978.
- Marco Polo, Il Milione, Torino, Einaudi, 1982.
- Virginia Woolf, Freshwater, Torino, La Rosa, 1983.

### Traduzioni
- Harold C. Dent, Problemi dell'insegnamento, Firenze, La Nuova Italia, 1950.
- AA.VV., Il dio che è fallito, Milano, Edizioni di Comunità, 1957 (con Giovanni Fei, Claudio Gorlier, Anita Rho).
- Gaston Baty; René Chavance, Breve storia del teatro, Milano, Mondadori, 1959.
- Jules Verne, Il giro del mondo in 80 giorni, Torino, Einaudi, 1966.
- Theodore Roszak, L'università del dissenso, Torino, Einaudi, 1968 (con Sandro Sarti e David Mezzacapa).
- Nikolaus Pevsner, L'architettura moderna e il design: da William Morris alla Bauhaus, Torino, Einaudi, 1969.
- William H. Prescott, La conquista del Messico, Torino, Einaudi, 1970.
- Marcos Cunliffe, Storia della letteratura americana, Torino, Einaudi, 1970.
- Vance Packard, Il sesso selvaggio: i rapporti sessuali oggi, Torino, Einaudi, 1970 (con Vittorio Di Giuro).
- Jules Michelet, La strega, Torino, Einaudi, 1971.
- Rudolf Wittkower, Arte e architettura in Italia: 1600-1750, Torino, Einaudi, 1972.
- Geoffrey Bibby, Quattromila anni fa: un quadro della vita nel mondo durante il secondo millennio a.C., Torino, Einaudi, 1973.
- Peter Brown, Il mondo tardo antico: da Marco Aurelio a Maometto, Torino, Einaudi, 1974.
- Jules Verne, Il dottor Oss, Torino, Einaudi, 1975.
- Joan Lindsay, Picnic a Hanging Rock, Torino, La Rosa, 1983.
- Virginia Woolf, Notte e giorno, Torino, Einaudi, 1987.